# Néstor Ovalles
Pour les articles homonymes, voir Ovalles.
Néstor Ovalles, de son nom complet Néstor Valentin Ovalles, est un enseignant et homme politique vénézuélien. Il a été ministre vénézuélien du Processus social du travail entre 2017 et 2018

## Carrière politique
Il a dirigé l'Institut national de prévention, santé et sécurité du travail (INPSASEL). En 2014, il doit y faire face à des revendications fortes des membres de l'institut qui publient une lettre ouverte. Il a également été vice-ministre de la Sécurité Sociale du ministère du Pouvoir Populaire pour le Processus social du travail.
Selon le décret n°41.177 publié au Journal officiel, il est nommé ministre vénézuélien du Processus social du travail le 21 juin 2017 par le président Nicolás Maduro en remplacement de Francisco Torrealba qui se présente aux élections constituantes vénézuéliennes de 2017 qui établit l'Assemblée nationale constituante. Le président le décrit comme un « camarade intellectuel, naturel, de classes ouvrières, studieux, historien, combattant social ». Le 14 juin 2018, il est remplacé par Eduardo Piñate.